# جبل المكبر
جبل المكبر قرية فلسطينية تتبع للسواحرة الغربية وتقع إلى الجنوب الشرقي من مدينة القدس. يقع جبل المكبر جنوب مدينة القدس، وإلى الشرق من محطة السكة الحديدية. يفصل بينه وبين جبل الزيتون وادي سلوان، وبينه وبين جبل صهيون وادي الربابة. يبلغ ارتفاعه عن سطح البحر 790 مترا.

## التسمية والتاريخ
أطلق المسلمون عليه هذا الاسم، لأن الخليفة عمر بن الخطاب حين أتى إلى المدينة لتسلم القدس، توقف عند الجبل وكبّر «شكراً لله». ثم تسلم مفاتيحها من بطريركها صفرونيوس عام 15 هـ، الموافق في 637 ميلادي.
سمي جبل المؤامرة وجبل المشورة الفاسدة، ويعتقد البعض أنه كانت تقوم عليه دار المجمع المعروف بـ«السنهدريم»، تلك الدار التي قابل فيها يهوذا الاسخريوطي رؤساء الكهنة وقادة الجيش، واتفق معهم على تسليم السيد المسيح، وقيل أيضاً أن قصر قيافا رئيس الكهنة كان فوق هذا الجبل وفيه اجتمع الكهنة ورؤساء الشعب اليهودي لأجل التآمر على صلب المسيح.
والاسم الآخر لهذا الجبل هو جبل الثوري، كون ضريح المجاهد الإسلامي المعروف بـ (أبي ثور) بالقرب منه، وهو من المجاهدين، الذين اشتركوا في فتح القدس مع صلاح الدين الأيوبي، ذكره مجير الدين والسيد علي المرتضى والرحالة الإسلامي مصطفى اللقمي، وقد حضر فتح بيت القدس مع الملك الناصر صلاح الدين. وكان يركب ثوراً ويقاتل عليه فسمي بـ «أبي ثور».
بنى الروم على جبل المكبر كنيسة باسم القديس برمزيوس، وبنى الإنكليز عليه في عهد احتلالهم داراً اتخذوها مقراً للمندوب السامي. كما بنوا عليه الكلية العربية، وهو يشرف على معظم أحياء القدس.
وقبل احتلال عام 1948 كانت تقوم عليه الكلية العربية والمدرسة الزراعية اليهودية، وقبل أن يغادر المندوب السامي البريطاني لحكومة فلسطين السير ألن كانغهام فلسطين، وضع دار الحكومة على جبل المكبر والكلية العربية والمنشآت المختلفة تحت تصرف منظمة الصليب الأحمر الدولية منذ 17 أيار 1948. وقبل نشوب معركة أواسط آب عام 1948 في جبل المكبر، تمكن أحد شباب القدس أحمد حسين هرماس وكان يومها موظفاً في دائرة المعارف، من إنقاذ مكتبة الكلية العربية، ونقل ما فيها من الكتب وعددها 13 ألف كتاب ونيف، إذ كان اليهود يحاولون الاستيلاء على المكتبة. وبالفعل تمكنوا من الاستيلاء على عدد من مخطوطاتها وكتبها القيمة، قبل احتلال الجزء الغربي من جبل المكبر.
يتواجد مقر هيئة الأمم المتحدة حتى الآن في جبل المكبر في قصر المندوب السامي على الهدنة في فلسطين علماً بأن أول طائرة في تاريخ القدس، هبطت في «البقعة الفوقا» غرب جبل المكبر حيث يقوم مبنى الكلية العربية، وكان ذلك عام 1912. أما الطائرة فكانت فرنسية الصنع.

### مقاومة الاحتلال الإسرائيلي
```
قدمت البلدة 150 
شهيداً
 في إطار 
المقاومة الوطنية
، منهم: 
```

- بسام أبو جبل
- عدي أبو جبل
- علاء أبو جمل (استشهد بتاريخ 13 أكتوبر 2015 - 1436 هـ)[4]
- محمد جعابيص (استشهد بتاريخ 4 أغسطس 2008 - 1429 هـ)[5]
- بهاء عليان (استشهد بتاريخ 13 أكتوبر 2015 - 1436 هـ)[5]
- معتز عليان
- عمران أبو ادهيم
- فادي القنبر (استشهد بتاريخ 8 يناير 2017 - 1437 هـ)[5]
- مصطفى الخطيب (استشهد بتاريخ 12 أكتوبر 2015 - 1436 هـ)[4]

```
فيما 
اعتقلت
 
قوات الاحتلال
 العديد من أبناء البلدة، منهم:
```

- بلال غانم (اعتقل بتاريخ 13 أكتوبر 2015 - 1436 هـ)[5]

## الأراضي
قام الاحتلال الصهيوني بتقسيم بلدة جبل المكبر وإخراج جزء منها وهو حي الشيخ سعد من القدس وضمه إلى الضفة الغربية، وكذلك السواحرة الشرقية من حدود السواحرة، وقسمها إلى 3 مناطق، وهي السواحرة الغربية، والشرقية والشيخ سعد.
وبحكم المصادرات الصهيونية تتواجد البلدة اليوم في داخل جدار الفصل العنصري رغم أن نفس عائلات البلدة موجودة في منطقة الشيخ سعد أو في السواحرة الشرقية التي فصلها الاحتلال قصراً ومنع التواصل بين القسم الشرقي والغربي، ومنطقة الشيخ سعد من خلال إقامة جدار الفصل العنصري والحواجز الثابتة.

## الاستيطان
توجد في قلب البلدة مستوطنة «نوف تسيون» التي تحولت إلى «زهاف تسيون» والمقامة على 114 دونماً صودرت من أراضي سكان جبل المكبر. وهناك مستوطنة أخرى قديمة أقيمت عام 1969 على أراضي جبل المكبر وصور باهر تسمى «هرمون هنتسيف»، بالإضافة إلى مقر شرطة الاحتلال المسمى بـ «عوز».

## التقسيمات الإدارية
من الناحية الإدارية، تعتبر جبل المكبر جزءًا من مدينة القدس وهي تقع تحت إشراف سلطات بلدية القدس الإسرائيلية فيما يتعلق بالخدمات والمرافق العامة كالتعليم، والصحة الوقائية والبنية التحتية مثلها في ذلك كمثل باقي الأحياء والقرى العربية الواقعة ضمن الحدود الإدارية لبلدية القدس مثل سلوان وصور باهر وبيت صفافا وشعفاط والبلدة القديمة من مدينة القدس الواقعة ضمن أسوار مدينة القدس التي بناها السلطان سليمان القانوني في العام 1536 م.

## قالوا عن جبل المكبر
كتب شاعر فلسطين عبد الكريم الكرمي «أبو سلمى» قصيدته «يا فلسطين» بتاريخ 15 يونيو 1936 خلال أحداث الثورة الفلسطينية الكبرى، حيث استذكر الكرمي فيها وقوف عمر بن الخطاب على جبل المكبّر لحظة وصوله لفتح القدس وتحريرها:

## روابط خارجية
- جبل المكبر- الجذور الشعبية المقدسية
- المركز الفلسطيني للإعلام